# Palazzo Reale di El Pardo

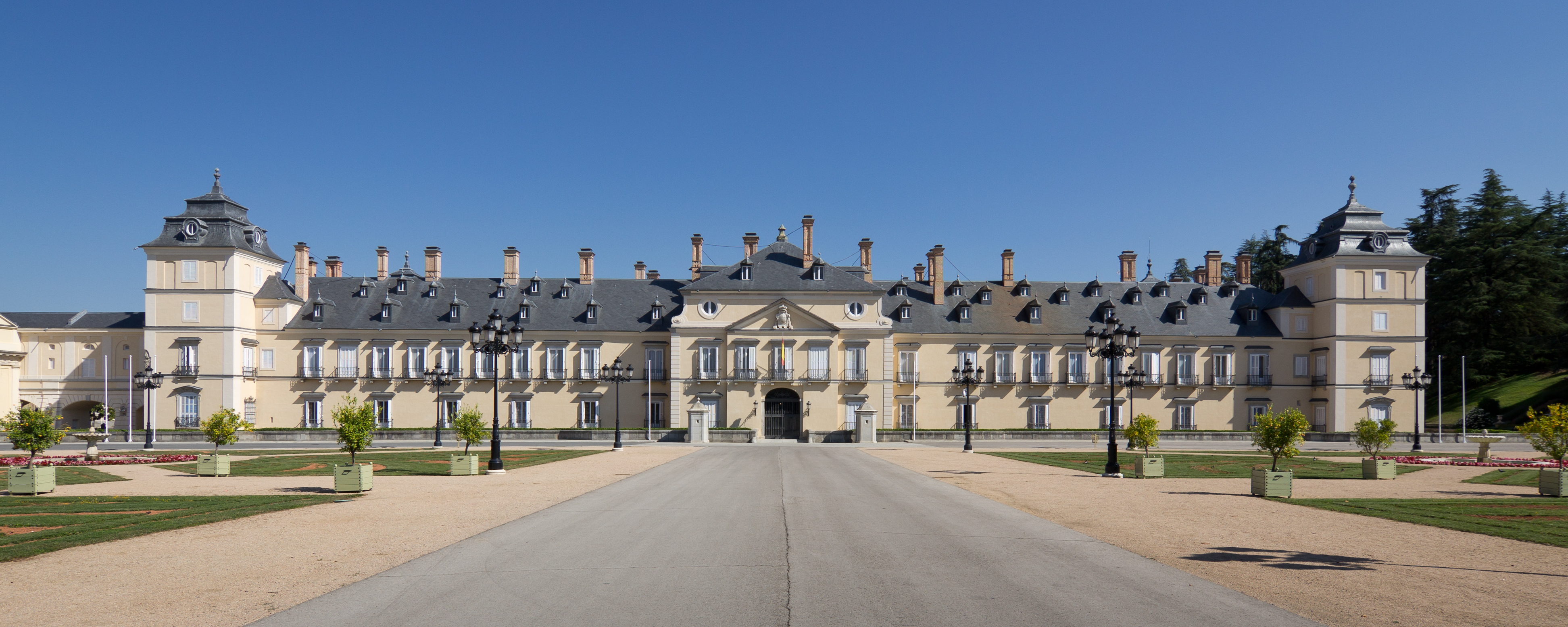
El Pardo (Madrid): il Palazzo Reale

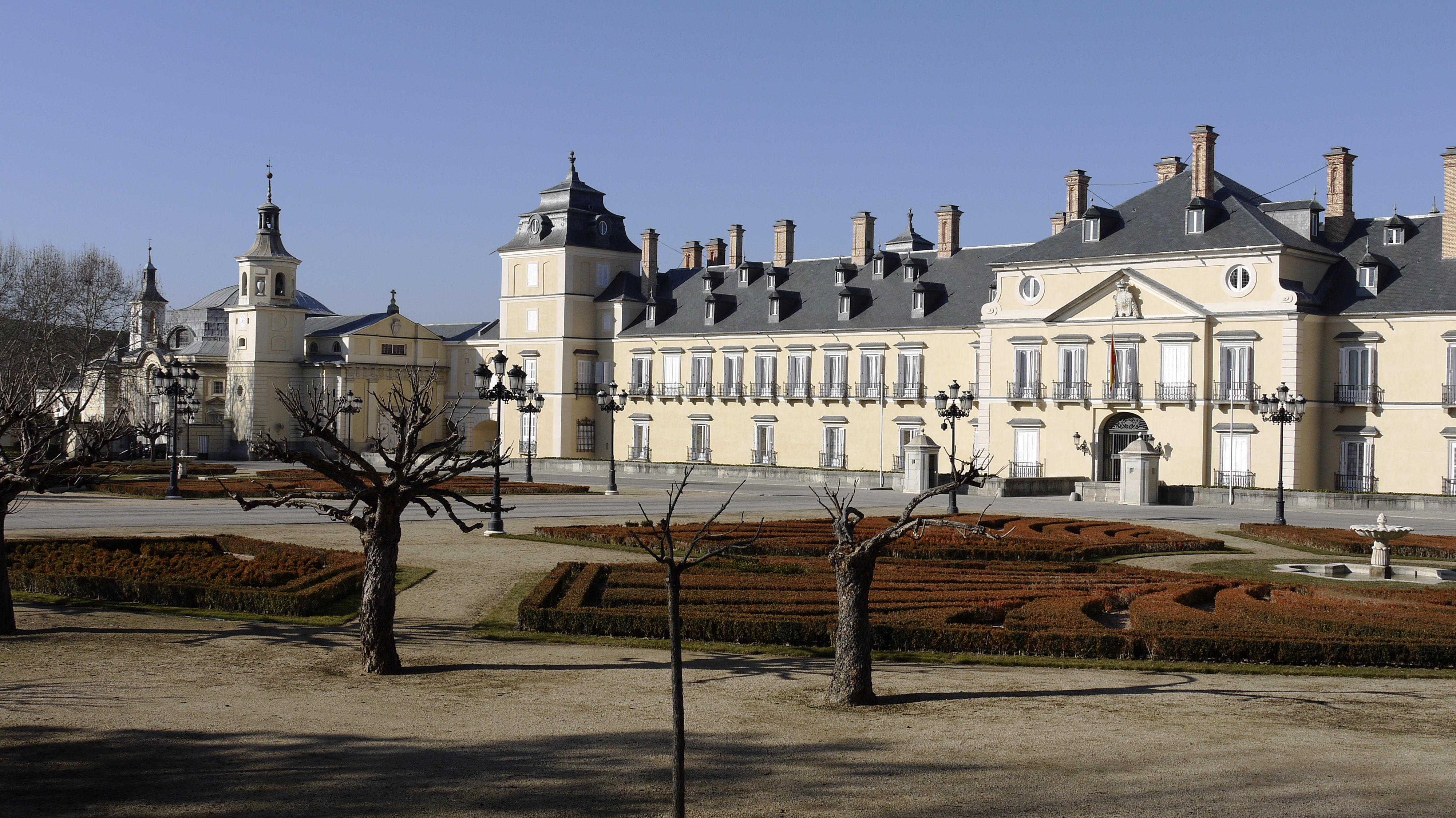
La facciata principale del palazzo

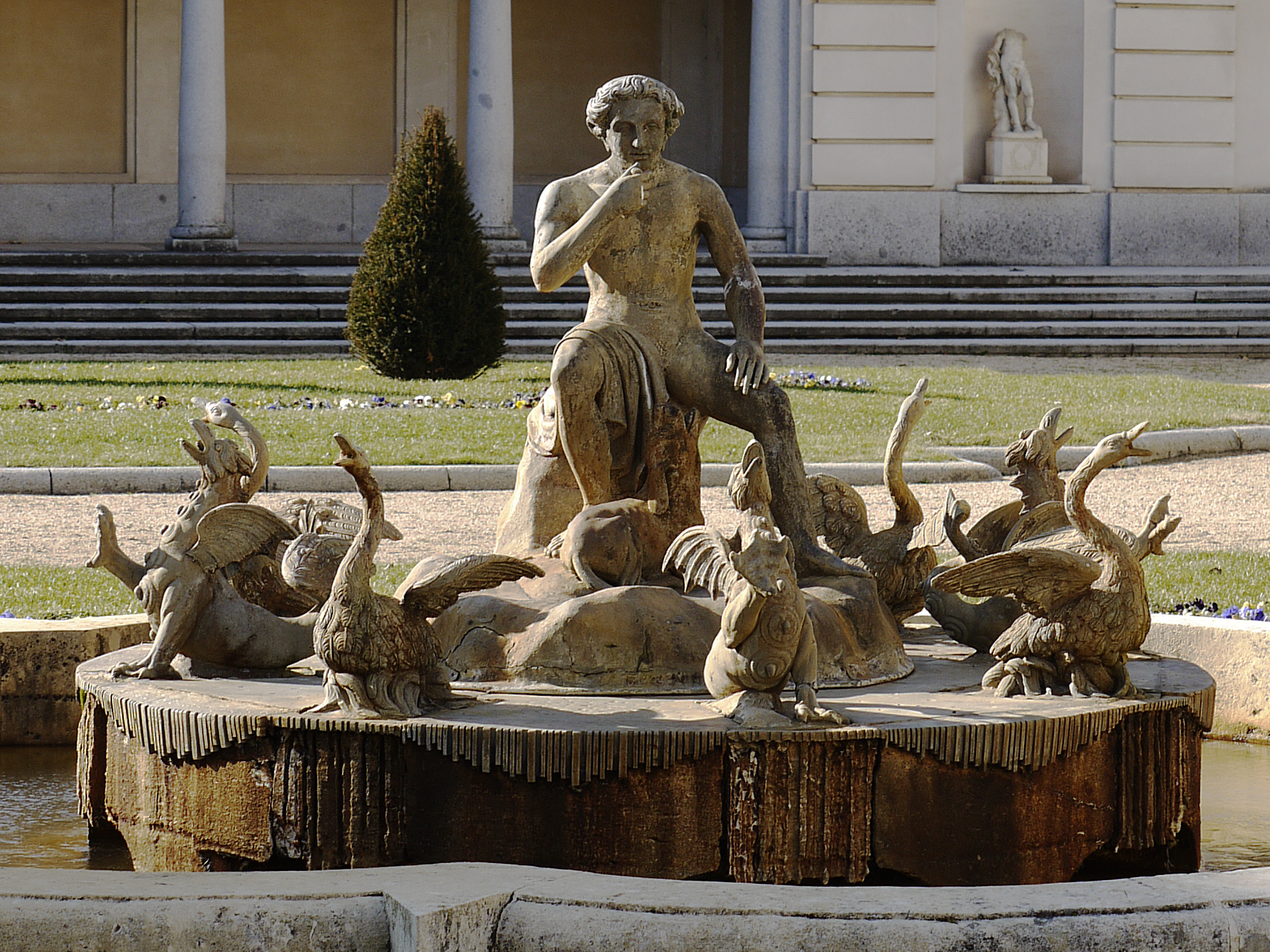
Una fontana del palazzo

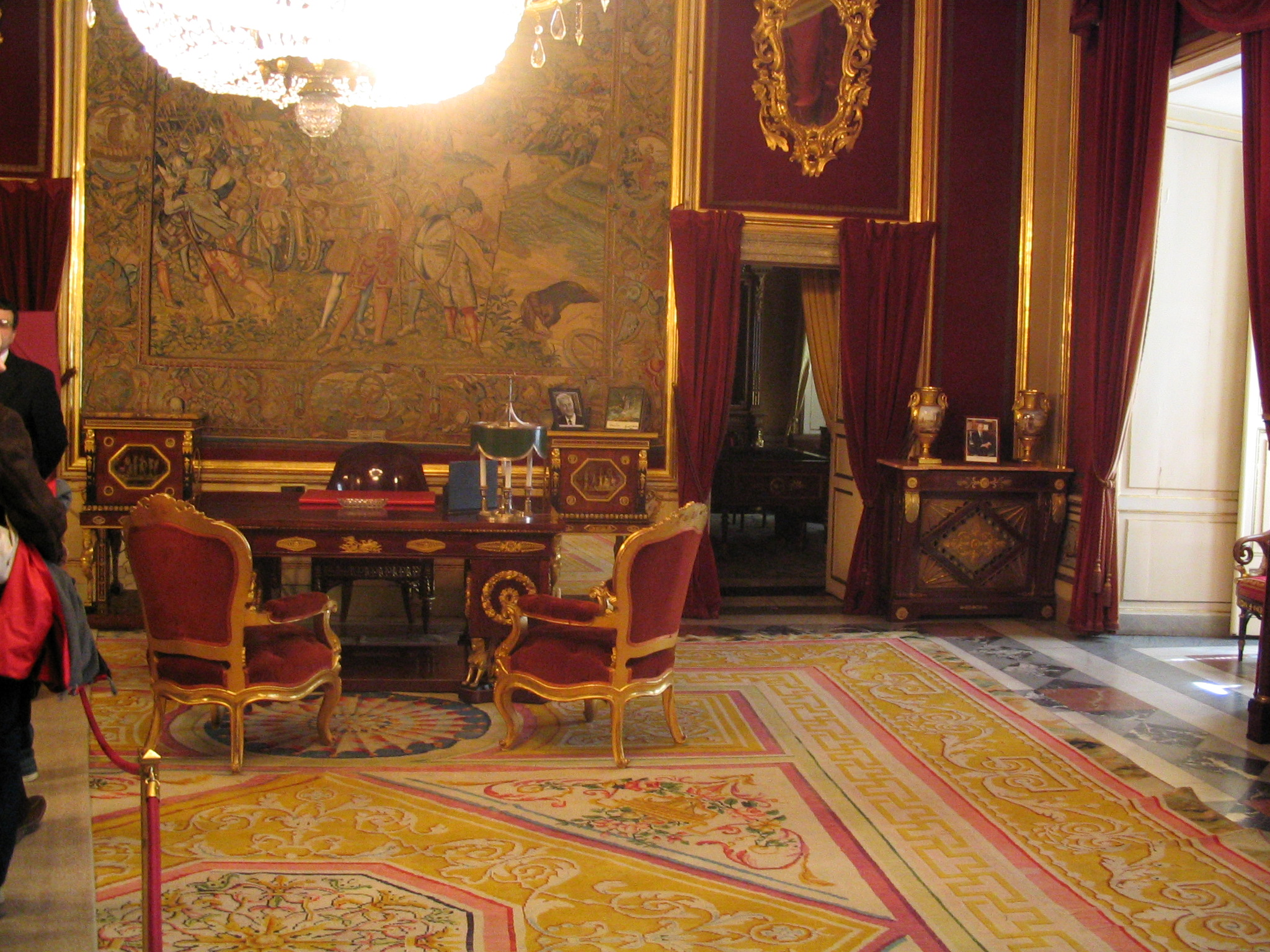
Interni del palazzo

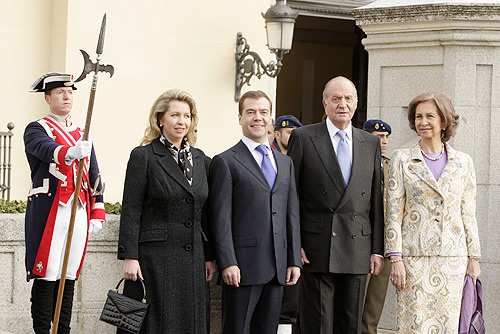
Il presidente russo Dmitrij Medvedev ricevuto dai reali di Spagna al Palazzo di El Pardo nel 2009

Il Palazzo Reale di El Pardo (in spagnolo: Palacio Real de El Pardo, o Palacio del Pardo) è un'antica residenza reale del quartiere di El Pardo, nella periferia nord di Madrid, eretta nel XVII secolo per volere di Filippo III sulle rovine di un edificio preesistente e rimodellata nel 1772 dall'architetto Francesco Sabatini per volere di Carlo III.
Il palazzo era un tempo la residenza ufficiale di reali e capi di Stato spagnoli, come ad esempio del dittatore, il generale Francisco Franco. Ora il palazzo viene adibito ad alloggio per i capi di Stato stranieri in visita ufficiale.
L'edificio è incluso nelle proprietà del Patrimonio Nacional.

## Ubicazione
Il palazzo si trova al centro della foresta di El Pardo.

## Caratteristiche
Il palazzo è a forma di quadrilatero con torri angolari.
Al suo interno si trovano numerosi affreschi ed arazzi, ispirati da schizzi di Francisco Goya.

## Storia
Le origini del palazzo risalgono al XV secolo, quando Enrico IV di Castiglia fece costruire in loco un piccolo palazzo per ospitare la famiglia reale e il personale di corte dopo le battute di caccia. Tale palazzo fu però fatto demolire da Carlo V, che vi fece costruire un padiglione di caccia, poi trasformato in un sontuoso palazzo dal figlio di quest'ultimo, Filippo II.
La costruzione del palazzo attuale fu voluta nel 1604 dal figlio di Filippo II, Filippo III di Spagna, dopo che il palazzo fatto costruire dal padre, era andato distrutto in un incendio.
|  |  |

Dal marzo 1940 fino al 1975, il Palazzo Reale di El Pardo fu la residenza ufficiale del dittatore, il generale Francisco Franco. Durante questo periodo, il palazzo fu il centro della maggioranza delle grandi decisioni politiche spagnole. Nel palazzo, Franco lavorava, celebrava i consigli dei ministri e le udienze, e riceveva i capi di Stato e le autorità. Dopo la morte di Franco, la famiglia del dittatore lasciò per l'ultima volta il palazzo il 31 gennaio 1976; da quella data, nessun membro della famiglia Franco è tornato al Palazzo di El Pardo.

## Personaggi celebri nati nel palazzo
- Evangelina Sobredo Galanes, cantautrice nota con il nome di Cecilia (1948-1976)[5].